# 오현섭
오현섭(1950년 10월 13일~)은 대한민국의 정치인이다. 제4대 전라남도 여수시장을 지냈다.

## 역대 선거 결과
|  | 47.80% |

|  | 44.30% |

| 전임 장재필 | 제2대 광주직할시 광산구청장(관선) 1989년 7월 1일~1990년 3월 1일 | 후임 신두희 |

| 전임 김재철 | 제3대 전라남도 행정부지사 2002년 7월 31일~2003년 10월 6일 | 후임 송광운 |

| 전임 임인철 | 제6대 전라남도 정무부지사 2003년 10월 7일~2004년 12월 31일 | 후임 이근경 |

| 전임 김충석 | 제4대 전라남도 여수시장(민선) 2006년 7월 1일~2010년 6월 30일 | 후임 김충석 |